# Georgi Rakovski

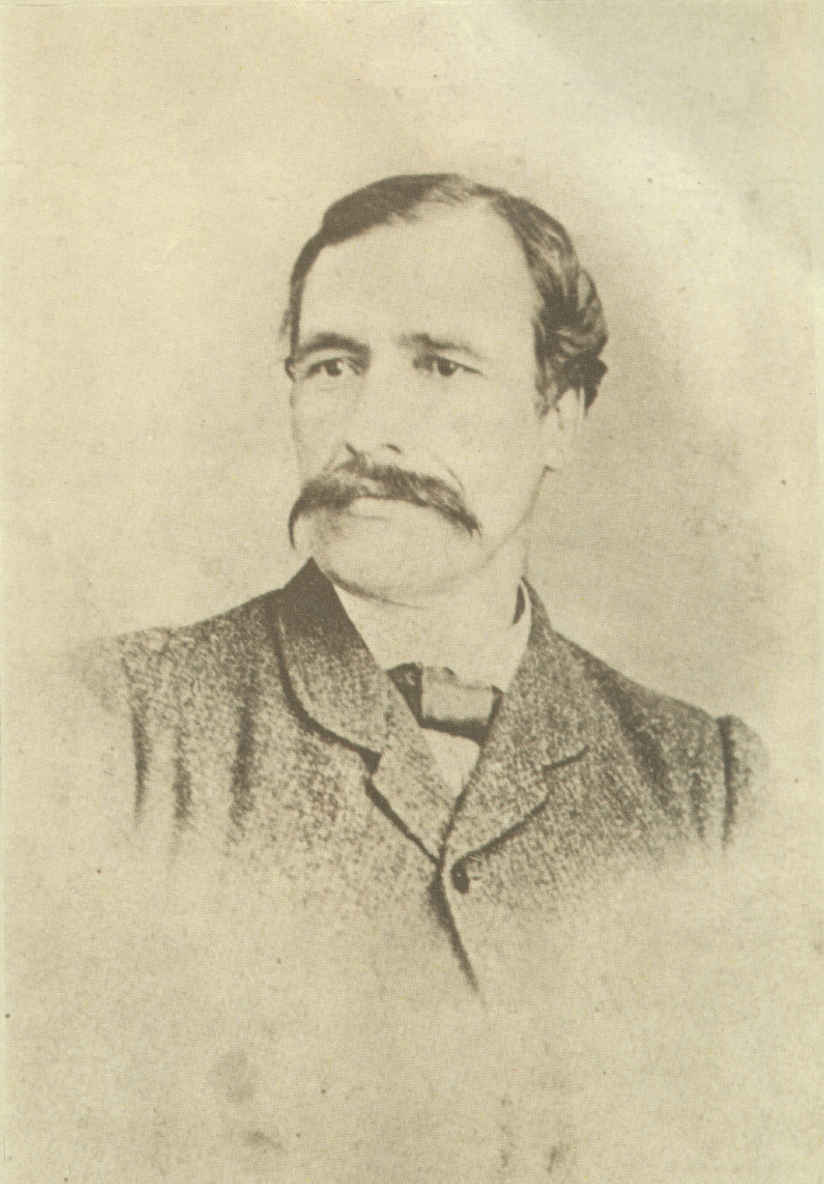
Georgi Rakovski.

Georgi Sava Stojkov Rakovski, född 1821 i Kotel, Bulgarien, Osmanska riket
, död 21 oktober 1867 (9 oktober g.s.) i Bukarest, Rumänien, Osmanska riket
var en bulgarisk poet och frihetskämpe.
Rakovski blev efter studier i Aten och Paris lärare i Brăila, utvisades ur Rumänien och häktades av turkarna, men lyckades fly till Österrike. 1862 deltog han i den serbiska resningen i Belgrad och bildade en bulgarisk legion. Han kom sedan till Bukarest, där han genom att stifta en hemlig bulgarisk centralkommitté förberedde den bulgariska frihetsrörelsen. För detta syfte var han lika verksam med sin penna som utgivare av flera tidskrifter på bulgariska.
Hans förnämsta poetiska verk, Gorski Pătnik (Bergvandraren, en berättande dikt, 1857, med historiska kommentarer), är en poetisk skildring av hajduk-livet, grundad på egna erfarenheter, och kan anses som utgångspunkten för den nybulgariska poesin. Dessutom författade han några skrifter på prosa: Pokazalets (folkloristiskt material, 1859) och en historisk öfversikt av det bulgariska fribytarväsendets uppkomst (Bălgarskite hajduti, 1867) samt de efterlämnade skrifterna Kljutj bălgarskago jazika (nyckel till bulgariska språket, tryckt 1880) och den mot turkarna riktade satiren Iztuplennij dărvisj (Den förtrampade dervischen, tryckt 1884).
By Rakovskovo i Bulgarien är uppkallad efter honom.